# Ambiente de trabalho remoto

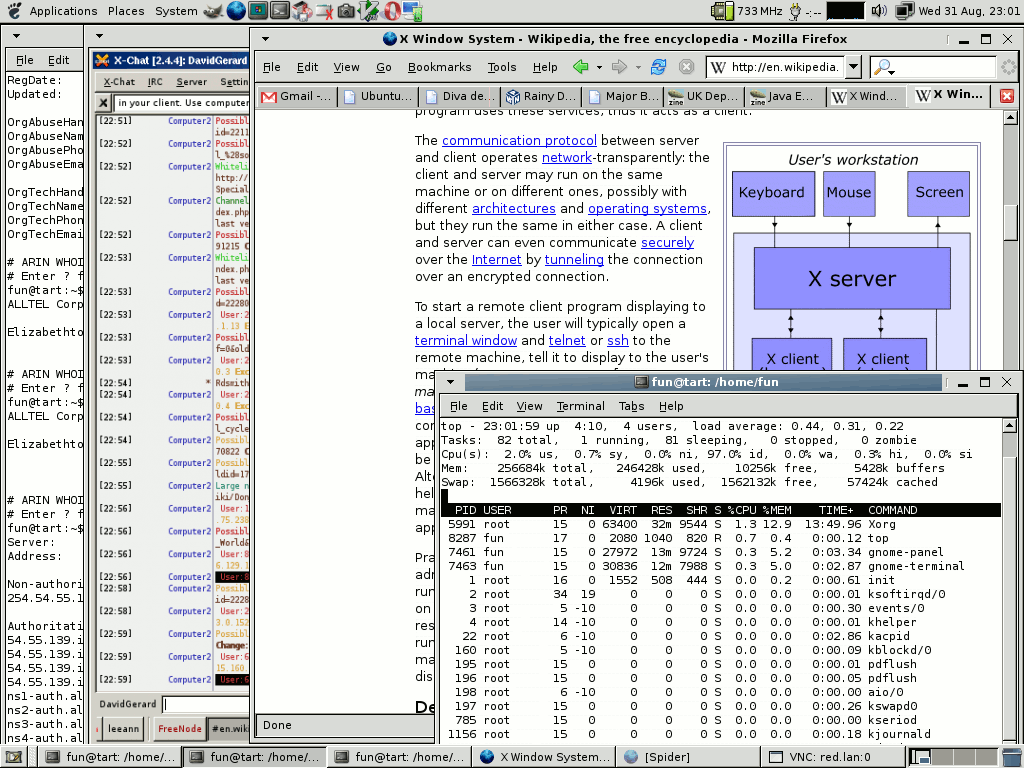
Ambiente de trabalho remoto X

Em computação, o termo ambiente de trabalho remoto refere-se a um “software” ou funcionalidade de um sistema operacional que permite que um computador pessoal ou um ambiente de trabalho seja executado remotamente num sistema (geralmente um PC, mas o conceito aplica-se igualmente a um servidor), enquanto é apresentado num dispositivo cliente separado. As aplicações de ambiente de trabalho remoto têm características variáveis. 

## Visão geral
O acesso remoto também pode ser explicado como um controlo remoto de um computador utilizando outro dispositivo ligado através da Internet ou de outra rede. Isto é amplamente utilizado por muitos fabricantes de computadores e grandes empresas para a resolução de problemas técnicos dos seus clientes.
O “software” do computador remoto capta as entradas do mouse e do teclado do computador local (cliente) e envia-as para o computador remoto. (servidor). O computador remoto, no que lhe concerne, envia os comandos de visualização para o computador local. Quando aplicações com muitos gráficos, incluindo modelos de vídeo ou 3D, precisam de ser controladas remotamente, deve ser utilizado um “software” de estação de trabalho remoto que envie os píxeis em vez dos comandos de visualização para proporcionar uma experiência suave, semelhante à local.
A partilha remota da área de trabalho é realizada através de um modelo cliente/servidor comum. O cliente, ou visualizador VNC, é instalado num computador local e depois liga-se através de uma rede a um componente servidor, instalado no computador remoto. Numa sessão VNC típica, todas as teclas e cliques do mouse são registados como se o cliente estivesse realmente a executar tarefas na máquina do usuário final.
O computador alvo num cenário de ambiente de trabalho remoto ainda consegue aceder a todas as suas funções principais. Muitas destas funções centrais, incluindo a área de transferência principal, podem ser partilhadas entre o computador alvo e o cliente de mesa remota.

## Usos
A principal utilização de um “software” de ambiente de trabalho remoto é a administração e implementação à distância. Esta necessidade surge quando os compradores de “software” estão muito longe do seu fornecedor de “software”. A maioria dos “softwares” de acesso remoto pode ser utilizado para "computadores sem cabeça": em vez de cada computador ter o seu próprio monitor, teclado e mouse, ou utilizar um Chaveador KVM, um computador pode ter um monitor, teclado, mouse e “software” de controlo remoto, e controlar muitos computadores sem cabeça.
O modo “desktop” duplicado é útil para apoio ao usuário e educação. O “software” de controlo remoto combinado com a comunicação telefônica pode ser quase tão útil para os usuários principiantes de computadores como se o pessoal de apoio estivesse realmente presente.
O “software” de controlo remoto pode ser utilizado para aceder a um computador remoto: um computador pessoal físico ao qual um usuário não tem acesso físico, mas que pode ser acedido ou  com o qual pode interagir.

## Variantes maliciosas
Um trojan de acesso remoto (RAT, por vezes chamado creepware) é um tipo de “malware” que controla um sistema através de uma ligação de rede remota. Enquanto a partilha de ambiente de trabalho e a administração remota têm muitos usos legais, "RAT" conota a atividade criminosa ou maliciosa. Um RAT é normalmente instalado sem o conhecimento da vítima, muitas vezes como carga útil de um cavalo de Tróia, e tentará esconder o seu funcionamento da vítima e do “software” de segurança e outros programas anti-vírus. 

### Exemplos notáveis
- PoisonIvy
- Bifrost (cavalo de troia)[10]
- Blackshades[11][12]
- DarkComet[13][14]
- Back Orifice

## Protocolos
- MetaFrame Citrix
- Tecnologia NX
- Remote Desktop Protocol
- VNC
- X11